# Судостроительный банк
Судостроительный банк (ООО «Коммерческий банк "Судостроительный банк"», краткое наименование ООО «СБ Банк») — российский коммерческий банк, прекративший деятельность 16 февраля 2015 года в связи с отзывом лицензии Центральным банком РФ.
Основан в 1994 году в Москве. В сентябре 2005 года вступил в систему страхования вкладов. Владели банком пять компаний с равными долями по 20%: ООО «Бридж-С», ООО «Горн-М», ООО «Дельта ВК», ООО «Руст», ООО «Фин-Алво». Основными бенефициарами являлись Леонид Тюхтяев (18,97%), Андрей Иванчихин (18,96%), Алексей Голубков, Андрей Вовченко и Ярослав Стешко (по 13,09%), Владимир Ардашев (8,28%); доли остальных бенефициаров не превышали 5%.
Расходы государства в связи с отзывом банковской лицензии «Судостроительного банка» оцениваются в 17 млрд. рублей. Сумма ущерба клиентам и вкладчикам банка на момент отзыва лицензии составляет 16,5 млрд. рублей.